# 방송기자연합회
방송기자연합회 (放送記者聯合會)는 KBS, MBC, SBS, YTN, MBN, OBS, 한국경제TV, 서울경제TV, BBS, 아리랑TV, 매일경제TV, MTN, SBS Biz, SBS A&T, G1방송, 경인방송, JTBC  등 전국 58개 방송사 기자협회 소속 기자들의 연합체이다.
방송기자연합회는 2008년 3월 26일 창립됐다. 방송의 독립성 확보와 자유언론발전을 위한 제반 활동과 회원의 권익과 복지증진을 위한 활동, 방송문화 창달을 위한 국제교류 및 학술 연구 활동 등을 펼치고 있다.

## 주요 사업
- 저널리즘 아카데미
- 한국방송기자대상
- 이달의 방송기자상
- 이용마 언론상
- 팩트체킹 공모전[3]